# Славяне в Крыму
Славяне в Крыму — представители некоторых славянских племён, проживавших на территории Центральной и Восточной Европы, вторгшиеся на Крымский полуостров в III веке вместе с многочисленными племенами германцев. Вероятно какая-то часть славянского населения сохранилась в крымских землях с позднеримского времени, а также небольшие группы антов, переселившиеся в Крым в VI—VII веках.

## Славянский этнический компонент в памятниках археологии
В середине III века многочисленные готские племена, воспользовавшись уходом из горного Крыма римских легионеров, вторглись на территорию Крымского полуострова. Готы представляли собой разноэтнический союз племён, в том числе и различные славянские племена. Подтверждением присутствия славян являются могильники готов с захоронениями по обряду трупосожжения с содержанием элементов черняховской культуры. Черняховская глиняная посуда обнаружена в Инкерманском, Ай-Тодорском, Озёрном III, Севастопольском и Чернореченском могильниках. К найденным типичным находкам черняховской археологической культуры относятся: костяные гребни, пирамидальные костяные подвески с кружковым орнаментом, двупластинчатые и двучленные прогнутые подвязные фибулы, пряжки и железные ведёркообразные подвески. Массовое распространение различных предметов черняховской культуры в могильниках и на поселениях Крыма не объяснимо одними лишь торговыми отношениями. Это показывает о проникновении сюда славянского населения черняховской культуры и датируется второй половиной III — первой половиной V века.
В могильниках юго-западного Крыма: Артек, Лучистое, Суук-Су, Эски-Кермен, Керчь найдены пальчатые фибулы антских типов, характерные для колочинской и пеньковской культур. Это может подтверждать переселение небольших групп антов в Крым в VI—VII веках.
Керамическая посуда пеньковской культуры в небольшом количестве обнаружена в нескольких погребениях VII века: Айвазовском, Богачёвке, Керчи, Крыловке, Наташине, Суук-Су. В нижнем горизонте наслоений Судакской крепости выявлен значительный процент лепной посуды форм пеньковского типа. В Судакской коллекции находятся практически все типы пеньковской керамики.
Согласно письменным источникам Крым в начале IX века попадает в сферу влияния древнерусских князей. В 986 (или в 987) году Херсонес был взят князем Владимиром. В Херсонесе Таврическом (Гагаринский район Севастополя) на стену цистерны для воды, которая перестала использоваться по своему прямому назначению во второй половине X или в начале XI века и до рубежа XI—XII веков действовала как тюрьма, был нанесён знак-граффито Владимира Святославича с необычно массивной, широкой ножкой.
При раскопках на холме Тепсель (около посёлка Планерское) было обнаружено существование славянских поселений в XII—XIII веках. Открытый на холме храм по своему плану близок к храмам Киевской Руси, а раскопанная в одном из жилищ печь напоминает древнерусские. Остатки древнерусских церквей выявлены в различных областях полуострова, бо́льшая часть которых находится в восточном Крыму. Найденные фрагменты фресковой росписи и штукатурка, близки к подобному материалу киевских соборов XI—XII веков.

## Кореньрос-в топонимах Крыма и противоречия письменных и археологических данных
В 1960 году Восточно Крымская экспедиция под руководством Д. Л. Талиса проводила раскопки на мысу Казантип и побережье Казантипского залива. У села Азовское были раскопаны поселения и обнаружена керамика VIII — первой половины X века. По функциональному признаку керамика подразделялась на тарную (для хранения) и кухонную. Тарная представлена причерноморскими амфорами, кухонная — фрагментами салтово-маяцких сероглиняных горшков. В середине — второй половине VIII века в Крыму появляются сотни салтовомаяцких поселений, основная часть которых находится на Керченском полуострове. Исследователи большей частью единодушны с нижней хронологической датой появления салтово-маяцской культуры, но развитие этого процесса и причины, вызвавшие массовый приток нового населения, являются предметом дискуссий. Гибель салтово-маяцких поселений Крыма по мнению А. Л. Якобсона, А. В. Гадло, С. А. Плетнёвой, Т. И. Макаровой и других исследователей, произошла на рубеже IX—X века. Это было связано с вторжением на полуостров печенегов. И. А. Баранов считал этот процесс следствием византийской политики во второй половине X века, а В. В. Кропоткин — усилением русской активности на Чёрном море. Другие исследователи видят причины разрушения салтовской культуры в последствиях византийско-хазарского конфликта в 930-х годах — поход хазарского военачальника Песаха в Крым.
Географические названия на западном побережье Крыма, содержащие корень рос-, встречаются на каталонских и итальянских портоланах с XIII по XVI век. На Тарханкутском полуострове у села Окунёвка обнаружено массивное каменное сооружение, которое являлось маяком. Это место на портоланах называется «Rossofar», то есть «Росский маяк», что указывает на развитое мореходство обитателей — росов. Это совпадает с известиями византийских географов о росах, обитавших у Северного Тавра и совершавших в IX веке нападения на Константинополь на многочисленных кораблях. Местность южнее маяка носила название «Rossoca». Топонимы с корнем «рос-» обнаружены на территории, где со второй половины первого тысячелетия найденные археологические материалы удостоверяют существование населения, близкого населению Подонья и Приазовья. Д. Л. Талис поддерживает концепцию Д. Т. Березовца и идентифицирует носителей салтовской культуры с русами (росами) у арабских географов. Но почему, начиная с X века, славяне стали называться «росами», «русью» — вопрос открытый.